# Dane Spencer
Dane Spencer (* 24. Dezember 1977 in Boise, Idaho) ist ein ehemaliger US-amerikanischer Skirennläufer. Er startete hauptsächlich im Super-G und im Riesenslalom.

## Karriere
Spencer erlernte das Skifahren in Bogus Basin, einem Skigebiet nordöstlich seiner Heimatstadt Boise. Im Alter von 16 Jahren wurde er in das US-Ski Team aufgenommen. Sein erstes Großereignis bestritt er bei den Juniorenweltmeisterschaften in Hoch-Ybrig, dort belegte er als beste Platzierung den 19. Rang im Slalom. Am 25. November 1996 gab Spencer in Park City sein Weltcupdebüt, wobei er sich jedoch nicht für den zweiten Durchgang qualifizieren konnte. Noch im selben Jahr wurde er für die Alpinen Skiweltmeisterschaften in Sestriere nominiert, wobei er Platz 19 im Riesenslalom belegte.
Am 5. Januar 2002 erreichte Spencer überraschend Rang 10 beim Riesenslalom von Adelboden. Bis dahin war ein 19. Platz sein bestes Weltcupergebnis gewesen. Aufgrund dieser Leistungen wurde Spencer für die Olympischen Winterspiele aufgestellt. In Salt Lake City erzielte er mit dem 16. Platz im Riesenslalom ein Ergebnis im Rahmen seiner Möglichkeiten. Spencer konnte sich in den darauffolgenden Jahren in den Top 30 im Riesenslalom etablieren. Seinen größten Erfolg erzielte er bei den Weltmeisterschaften 2005, als er Platz 7 im Riesenslalom belegte.

### Sturz und Karriereende
Im Verlauf der Saison 2005/06 hatte Spencer mit diversen Verletzungen zu kämpfen und verpasste so knapp eine Nominierung für die Olympischen Winterspiele in Turin. Am 14. Februar 2006 stürzte Spencer bei einem Super-G des Nor-Am Cups in British Columbia schwer. Er zog sich dabei Frakturen der Halswirbel und des Beckens, sowie massive innere Blutungen zu, woraufhin er eine Woche in einem künstlichen Koma zubrachte. Spencer konnte zwar in der Saison 2007/08 sein Comeback feiern, allerdings konnte er nicht mehr an seine vorangegangenen Leistungen anschließen. Im April 2010 beendete er schließlich seine Karriere.

## Erfolge

### Olympische Winterspiele
- Salt Lake City 2002: 16. Riesenslalom

### Weltmeisterschaften
- Sestriere 1997: 19. Riesenslalom
- Vail/Beaver Creek 1999: 24. Riesenslalom
- St. Moritz 2003: 21. Riesenslalom
- Bormio 2005: 7. Riesenslalom, 33. Super-G

### Weltcup
- Eine Platzierung unter den besten 10

### Juniorenweltmeisterschaften
- Hoch-Ybrig 1996: 19. Slalom, 39. Super-G, DNF Super-G

### Nor-Am Cup
- 21 Podestplätze, davon 5 Siege

| Datum             | Ort          | Land               | Disziplin    |
| ----------------- | ------------ | ------------------ | ------------ |
| 31. März 1998     | Sun Peaks    | Kanada             | Riesenslalom |
| 27. November 1998 | Park City    | Vereinigte Staaten | Riesenslalom |
| 1. März 2002      | Sunday River | Vereinigte Staaten | Riesenslalom |
| 25. November 2002 | Park City    | Vereinigte Staaten | Riesenslalom |
| 24. November 2003 | Park City    | Vereinigte Staaten | Riesenslalom |

### Europacup
- 3 Podestplätze, davon ein Sieg

| Datum           | Ort        | Land    | Disziplin    |
| --------------- | ---------- | ------- | ------------ |
| 30. Januar 2004 | St. Moritz | Schweiz | Riesenslalom |

### Australian New Zealand Cup
- 2 Platzierungen unter den besten 10

### Weitere Erfolge
- 15 Siege bei FIS-Rennen